# Сельский врач (сборник рассказов)
Сельский врач (нем. Ein Landarzt) — сборник рассказов Франца Кафки. Впервые опубликован в 1919 году. Это вторая, после сборника «Созерцание», и последняя книга Кафки, опубликованная при его жизни. Название сборнику дал одноимённый рассказ.
Сборник Кафка посвятил своему отцу, однако тот сборник не оценил: когда Кафка принёс отцу экземпляр сборника, отец Кафки отреагировал фразой «Положи это на мою тумбочку».

## История создания
Работу над первыми рассказами из сборника, «Перед законом» и «Сон», Кафка начал в 1914 году, параллельно с написанием романа «Процесс». Остальные рассказы были написаны в период с 1917 по 1919 годы.
В письме Максу Броду от 7 июля 1917 года Кафка упомянул 13 рассказов, которые от планирует объединить в один сборник и опубликовать.
27 января 1918 года Франц Кафка отправил издательству Курта Вольфа финальную рукопись сборника.
Публикация была отложена на 2 года в связи с Первой мировой войной. Опубликован сборник был только в конце 1919 года (на титульном листе первого издания год публикации указан как „1920“). Общий тираж сборника составил не более 2000 экземпляров.

## Содержание
- Новый адвокат (нем. Der Neue Advokat, 1917);
- Сельский врач (нем. Ein Landarzt, 1917);
- На галерее (нем. Auf der Galerie, 1917);
- Старинная запись (нем. Ein altes Blatt, 1917);
- Перед законом (нем. Vor dem Gesetz, 1914);
- Шакалы и арабы (нем. Schakale und Araber, 1917);
- Посещение рудника (нем. Ein Besuch im Bergwerk, 1917);
- Соседняя деревня (нем. Das nächste Dorf, 1917);
- Императорское послание (нем. Eine kaiserliche Botschaft, 1917), впоследствии рассказ стал частью новеллы «Как строилась Китайская стена»;
- Забота главы семейства (нем. Die Sorge des Hasvaters, 1917);
- Одиннадцать сыновей (нем. Elf Söhne, 1917);
- Братоубийство (нем. Ein Brudermord, 1919);
- Сон (нем. Ein Traum, 1914), параллель с романом «Процесс»;
- Отчёт для академии (нем. Ein Bericht für eine Akademie, 1917).

Первоначально в сборник должен был также входить рассказ «Верхом на ведре» (нем. Der Kübelreiter), но Кафка убрал его из сборника перед публикацией.